# Al-Istibsar
Al-Istibsar (en árabe: الإستبصار فيما مختلف من الاخبار) es una recopilación de hadices del reconocido erudito chiita Abu Yafar Muhammad ibn Hassan Tusi, más conocido como Sheij al-Tusi. Esta obra se incluye entre los Cuatro Libros del islam chiita e incluye los mismos temas que Tahdib Al-Ahkam pero de forma más breve.

## El autor
Abu Yafar Muhammad Ibn Hasan Tusi (en persa: ابو جعفر محمد ابن حسن طوسی), también conocido como Sheij al-Ta’ifa (en árabe: شيخ الطائفة) o Sheij al-Tusi (en árabe: شيخ الطوسي), nació en Tus (actual Irán) en el año 996 d. C. Fue un académico chiita persa, autor de dos de los Cuatro Libros (Tahdib al-Ahkam y Al-Istibsar). Murió en la ciudad de Náyaf en 1067 d. C.

## Contexto
De acuerdo al propio Sheij al-Tusi:
Para continuar, vi a un grupo de nuestros compañeros cuando miraron nuestro gran libro marcado (Tahdib Al-Ahkam) y vieron lo que recopilamos (en él) de las noticias relacionadas con lo que es lícito e ilícito, y encontraron que incluía la mayor parte de lo relacionado con la jurisprudencia de los capítulos de los juicios, y que no se desvió de ésta en ninguno de sus capítulos y libros de lo mencionado en los hadices de nuestros compañeros, sus libros, sus orígenes y sus compilaciones, excepto unos pocas excepciones fuera de lo normal, y es un libro para ser memorizado, para que recurra el principiante en su comprensión, el experto en su recuerdo, y el que se encuentra en medio de ambos cumpla con sus objetivos. Sus almas anhelan tener lo relacionado con los diferentes hadices particulares en el camino de la brevedad. […] el beneficio es de un libro que recoge la mayor parte de lo relatado de los diversos hadices de nuestros compañeros.

## Contenido
Al-Istibsar contiene hadices que parecen estar en desacuerdo entre sí o que muestran discrepancias en sus contenidos. Incluye tres partes: las dos primeras partes son sobre la adoración (excepto la yihad) y la última parte está dedicada a temas de jurisprudencia.
La primera parte incluye 300 capítulos con 1899 narraciones, la segunda parte tiene 270 capítulos con 1177 narraciones y la última parte incluye 398 capítulos con 2455 narraciones. Para evitar distorsiones, Shaykh Tusi determinó exactamente el número de hadices en el libro (5511). En la impresión específica del libro, se contaron 5558 hadices, debido a la forma de contar.